# El Terroncillo
El Terroncillo är en ort i Mexiko.   Den ligger i kommunen Tlatlaya och delstaten Mexiko, i den södra delen av landet, 140 km sydväst om huvudstaden Mexico City. El Terroncillo ligger 1 251 meter över havet och antalet invånare är 129.
Terrängen runt El Terroncillo är kuperad åt nordost, men åt sydväst är den bergig. Runt El Terroncillo är det ganska glesbefolkat, med 47 invånare per kvadratkilometer. Närmaste större samhälle är Amatepec, 4,6 km nordost om El Terroncillo. I omgivningarna runt El Terroncillo växer huvudsakligen savannskog.